# Typhlodromus taishanensis
Typhlodromus taishanensis är en spindeldjursart som beskrevs av Wang och Xu 1985. Typhlodromus taishanensis ingår i släktet Typhlodromus och familjen Phytoseiidae. Inga underarter finns listade i Catalogue of Life.